# David H. Patton
David Henry Patton (* 26. November 1837 in Flemingsburg, Fleming County, Kentucky; † 17. Januar 1914 in Otterbein, Indiana) war ein US-amerikanischer Politiker. Zwischen 1891 und 1893 vertrat er den Bundesstaat Indiana im US-Repräsentantenhaus.

## Werdegang
David Patton besuchte das Collegiate Institute in Waveland (Indiana). Während des Bürgerkrieges diente er im Heer der Union, in dem er es bis zum Oberst brachte. Nach dem Krieg studierte er bis 1867 am Chicago Medical College Medizin. Nach seiner Zulassung als Arzt begann er in Remington in diesem Beruf zu arbeiten. Zwischen 1886 und 1890 war er für die Stadt Remington als Sachbearbeiter in der Rentenabteilung tätig.
Politisch war Patton Mitglied der Demokratischen Partei. In den Jahren 1892 und 1900 war er Delegierter zu den jeweiligen Democratic National Conventions. Bei den Kongresswahlen des Jahres 1890 wurde er im zehnten Wahlbezirk von Indiana in das US-Repräsentantenhaus in Washington, D.C. gewählt, wo er am 4. März 1891 die Nachfolge von William D. Owen antrat. Da er im Jahr 1892 auf eine erneute Kandidatur verzichtete, konnte er bis zum 3. März 1893 nur eine Legislaturperiode im Kongress absolvieren.
Nach seinem Ausscheiden aus dem US-Repräsentantenhaus zog Patton nach Woodward im Indianer-Territorium, das heute zu Oklahoma gehört. Dort arbeitete er im Jahr 1893 für das Katasteramt. Später praktizierte er dort als Arzt. Außerdem war er Mitglied im örtlichen Gesundheitsausschuss. Zwischenzeitlich arbeitete er in Woodward ebenfalls als Sachbearbeiter für Rentenfragen. David Patton starb am 17. Januar 1914 in Otterbein und wurde in Remington beigesetzt.